# Edward Patrick Kenney
Edward Patrick Kenney, avstralski častnik, vojaški pilot in letalski as, * januar 1888, Trafalgar, Victoria.  	
Nadporočnik Kenney je v svoji vojaški karieri dosegel 7 zračnih zmag.

## Odlikovanja
- Distinguished Service Cross (DSC)
- Military Cross (MC)